# Bunomys chrysocomus
Bunomys chrysocomus  (Hoffmann, 1887) è un roditore della famiglia dei Muridi diffuso sull'isola di Sulawesi.

## Descrizione

### Dimensioni
Roditore di medie dimensioni, con la lunghezza della testa e del corpo tra 97 e 176 mm, la lunghezza della coda tra 107 e 180 mm, la lunghezza del piede tra 31 e 40 mm, la lunghezza delle orecchie tra 22 e 28 mm e un peso fino a 135 g.

### Aspetto
La pelliccia è densa, soffice e liscia. Le parti superiori sono marroni chiare con riflessi dorati, mentre le parti ventrali sono gialle chiare. I piedi sono lunghi e sottili. La coda è più lunga della testa e del corpo. Sono presenti 15 anelli di scaglie. Il cariotipo è 2n=42 FN=58.

## Biologia

### Comportamento
È una specie terricola.

### Alimentazione
Si nutre di piccoli vertebratii, come rane e lucertole, frutta e vermi.

### Riproduzione
Danno alla luce 1-2 piccoli alla volta.

## Distribuzione e habitat
Questa specie è diffusa sull'isola di Sulawesi.
Vive nelle foreste pluviali primarie tra 200 e 1.500, talvolta anche fino a 2.200 metri di altitudine. È presente anche in foreste degradate.

## Conservazione
La IUCN Red List, considerato il vasto areale, classifica B.chrysocomus come specie a rischio minimo (Least Concern).